# Templo de Augusto e Lívia
O Templo de Augusto e Lívia é um templo romano períptero sem póstico hexastilo coríntio construído no início do século I, que se localizava no centro da antiga cidade de Vienna, correspondendo também ao centro da cidade contemporânea de Vienne, no departamento francês de Isère e na região de Ródano-Alpes.
Durante a sua construção, o templo foi dedicado ao culto imperial, em homenagem ao imperador Augusto e sua esposa Lívia. Visitada por Juliano em 355, é então considerada um local de presságios e sinais de boa sorte.
Com a queda do Império Romano do Ocidente e a forte cristianização na Gália, o templo tornou-se a igreja paroquial de Sainte-Marie-la-Vieille e depois Notre-Dame-de-la-Vie até a Revolução Francesa. A partir de 1792, a igreja tornou-se o Templo da Razão, depois o tribunal comercial de Vienne, depois o museu e a biblioteca de Vienne (até 1852) e, finalmente, após 28 anos de obras, o edifício recupera a sua aparência primitiva de templo romano. É hoje, com a Maison Carrée de Nîmes, o único edifício deste tipo tão bem preservado no solo da antiga Gália. Está classificado como monumento histórico na lista de 1840.

## História antiga e descrição do templo

### Culto imperial

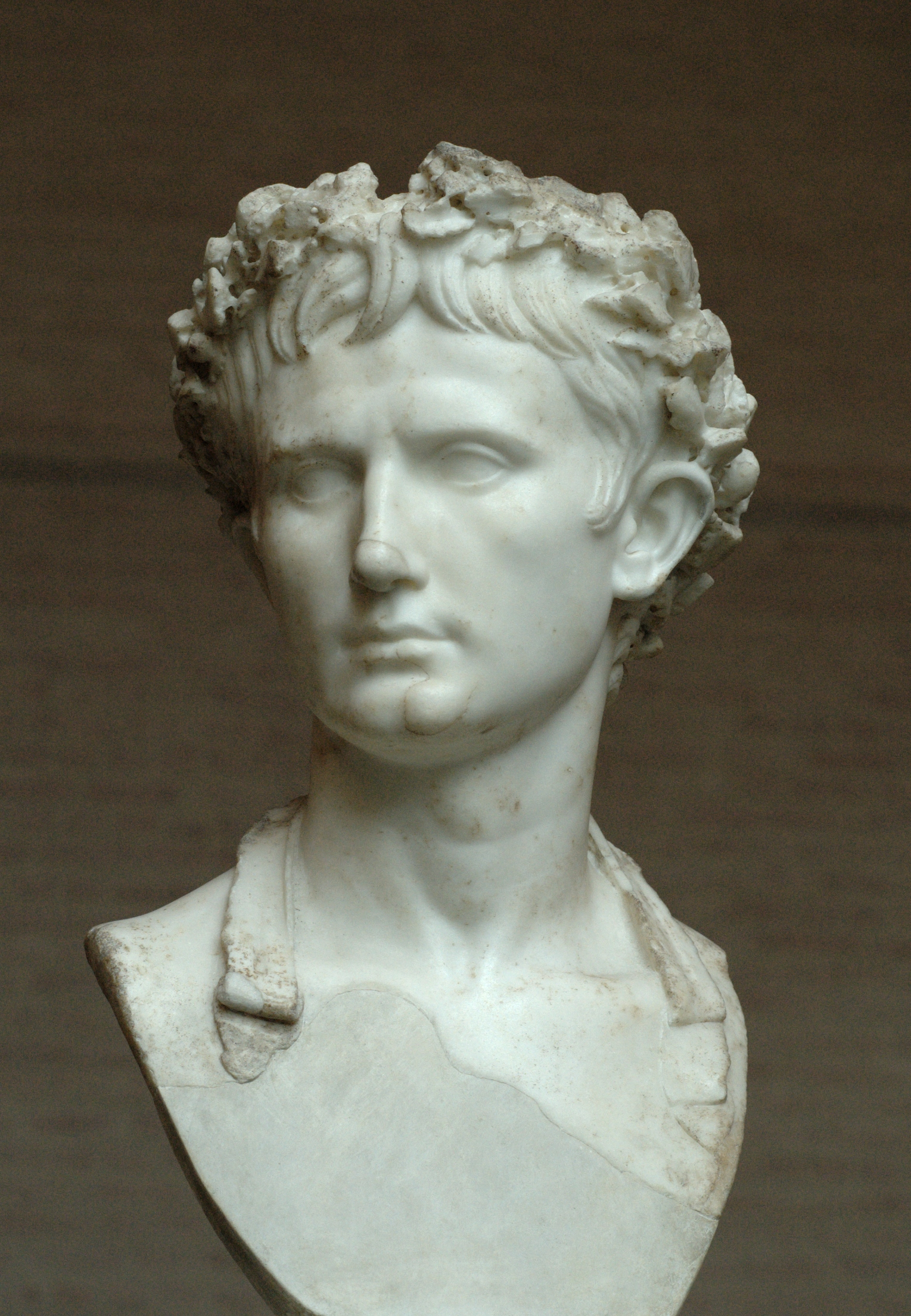
Busto do imperador Augusto, na Gliptoteca de Munique.

O Templo de Augusto e Lívia é um importante marco da transformação do mundo romano que viu no final do século I a.C., o surgimento do regime imperial, com a concentração do poder em torno de um único homem, o princeps.
O Império sucedeu à República e a influência de Augusto e da sua família esteve particularmente presente na Gália Narbonense, onde existem nada menos que 75 efígies de membros da domus Augusta. Muito rapidamente, a presença do imperador foi notada na organização do território e no desenvolvimento da Cité de Vienne, o que só poderia ser feito em estreita colaboração com a aristocracia dos Alóbroges. A criação do vicus de Augusto (Aoste) ilustra a intervenção direta do imperador. Os notáveis da cidade sob a lei latina receberam muito rapidamente a cidadania romana, e é mais do que provável que a muralha de Vienne tenha sido construída com a aprovação de Augusto, e talvez até graças à ajuda financeira dele. As manifestações em homenagem a Augusto e à sua família, habilmente orquestradas pelo governo central e pelos vereadores locais, multiplicam-se em Narbonense e por vezes assumem um caráter monumental e majestoso. A Maison Carrée em Nîmes é dedicada a Caio e Lúcio César, que Augusto adotou após a morte de seu pai Agripa. A dedicação do templo de Vienne associa Roma e Augusto, depois Lívia divinizada. O santuário de Pipet também é dedicado ao culto imperial. O templo do santuário de Vernègues, muito próximo do templo de Augusto e Lívia, é dedicado ao culto dinástico.
Em dezembro de 355, o César Juliano foi ao Templo de Augusto e Lívia para uma celebração em sua homenagem. Uma guirlanda de folhagens cai então do topo do templo sobre a procissão imperial. Isto é imediatamente interpretado como um presságio feliz e um sinal de que Roma considerará doravante a Gália pelo seu verdadeiro valor.

### O templo no coração do fórum vienense
Pulmão da cidade onde se concentram os poderes políticos, judiciais e econômicos, o fórum de Vienne está organizado em torno de uma praça, tendo a oeste, uma área sagrada onde fica o Templo de Augusto e Lívia e, ao lado, uma basílica. Dois pórticos monumentais alinham-se nos longos lados norte e sul. Esta composição é a do fórum tripartido com composição axial, plano bem conhecido na Itália e nas províncias ocidentais do Império Romano. Na praça pública exclusivamente pedonal erguem-se monumentos comemorativos e inscrições honoríficas que mostram a dignidade da cidade e dos seus homens ilustres. A entrada sudeste do fórum, ainda existente devido à sua integração numa construção medieval, é composta por dois arcos, o maior dos quais permitia o acesso à praça e o menor, orientado norte-sul, pertencente à galeria do basílica. A sua decoração do período Júlio-Claudiano é particularmente cuidada: em cada lado de um friso de folhas de acanto, cabeças representam, de acordo com as interpretações mais recentes, Aqueloo, deus com chifres de touro, e não Júpiter Amon. Foi ao sul do único contraforte rochoso da planície ao longo do Ródano que os Alóbroges construíram uma plataforma, retrabalhada para a criação do fórum romano. O centro nevrálgico deste lugar persistiu ao longo dos séculos, já que na Idade Média, o palácio dos reis da Borgonha, que mais tarde se tornou o Palácio Delphinal, ficava logo ao norte do templo de Augusto e Lívia. No século XVIII, o edifício foi reconstruído e a sua função de tribunal ainda hoje existe.

### Arquitetura e dimensões

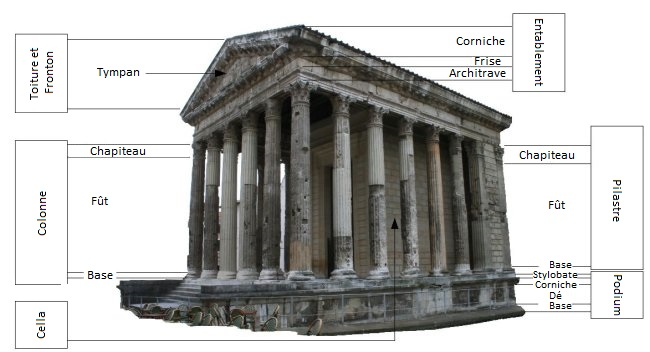
Composição arquitetônica do Templo de Augusto e Lívia.

Hoje, o edifício tem comprimento total de 27 metros, largura de 14,25 metros e altura de 17,36 metros, incluindo 9,70 m para a colunata. É um templo do tipo pseudo-períptero sem póstico (a colunata posterior é substituída por uma parede) cuja forma é a de um paralelogramo. Ergue-se sobre um pódio de 2,75 de altura e possui seis colunas caneladas na fachada e seis nas laterais (contando a coluna de canto) que se prolongam pelo retorno da parede posterior ladeada por duas pilastras engatadas. A cella reconstruída é precedida por um vestíbulo ao qual se acede por uma ampla escadaria frontal. A ordem é coríntia, o entablamento clássico é mal decorado (modilhões da cornija).

### Um templo construído em duas etapas

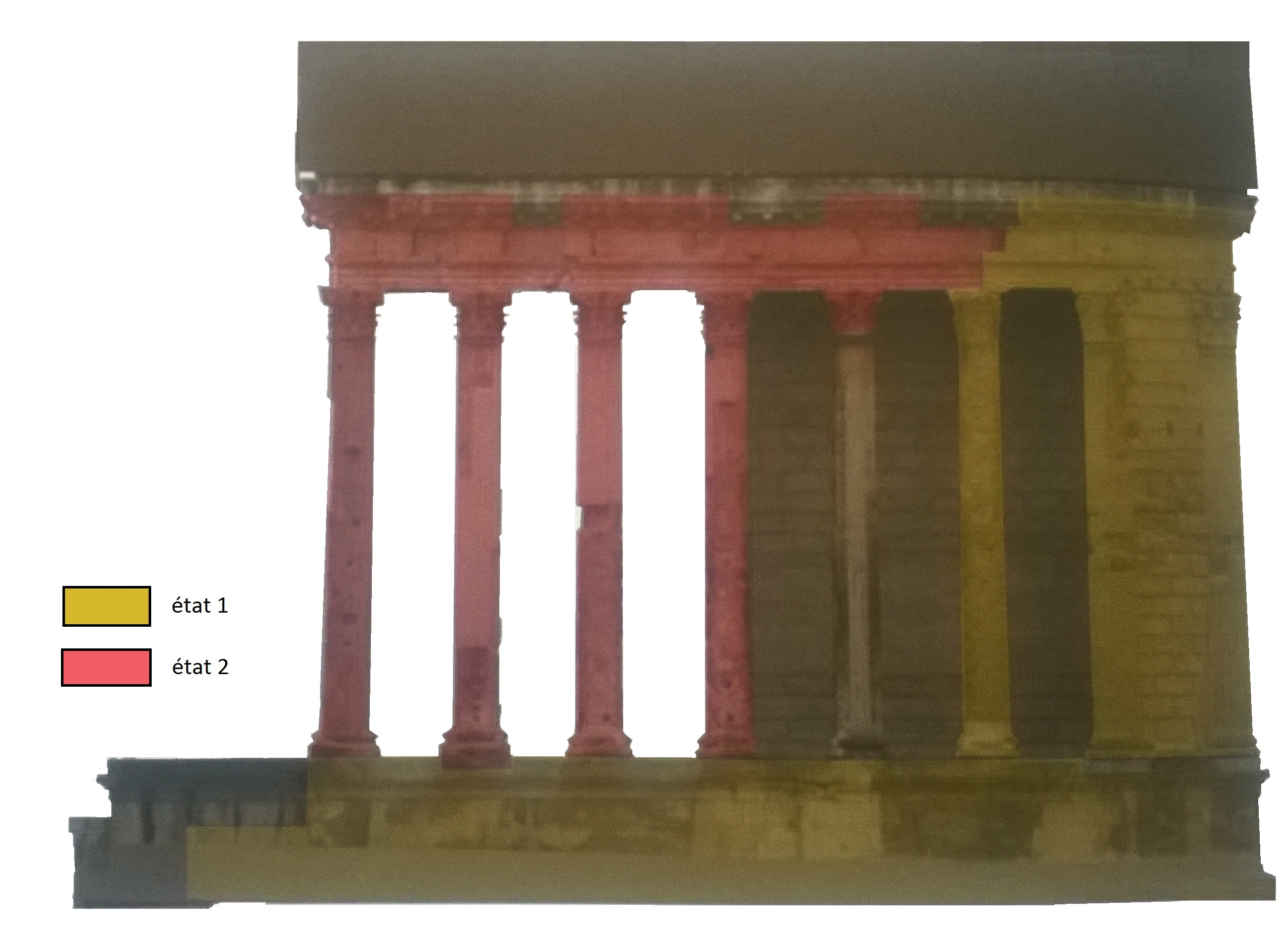
Esquema das duas etapas de construção do Templo.

Certamente construído entre os anos 27–10 a.C., o templo foi reconstruído em dois terços algumas décadas depois. Mas a data da reconstrução ainda é debatida. Rodeado por colunas em três lados, é um templo períptero sem posticum que se ergue sobre um pódio de mais de 2,50 metros. Seu plano é único na Gália.
O edifício ficava no coração da cidade, no fórum vienense, que era uma grande praça pavimentada cercada por pórticos. Posicionado a oeste na área sagrada, ficava de frente para a basílica. Este é o padrão clássico do fórum tripartido conhecido em outras partes da Gália. Assim, o templo está orientado num eixo leste-oeste quase perfeito. Este templo sem póstico possui seis colunas na fachada oriental. Os longos lados sul e norte têm, cada um, seis colunas e duas pilastras, enquanto a parede que fecha o templo a oeste é delimitada por outras duas pilastras. O conjunto eleva-se sobre um alto pódio e acedemos ao templo e à cella, totalmente reconstruídos, por uma escadaria também restaurada. Dois estados de construção foram destacados com base nas diferenças ornamentais face à utilização de materiais diferentes. Do edifício original construído em pedra sul, resta apenas a parte posterior, nomeadamente a grande parede a poente, as duas pilastras de canto, as duas voltas com as pilastras a norte e a sul bem como as duas primeiras colunas destes longos lados. Os alongados capitéis coríntios, formados por duas fiadas, apresentam acantos de carvão colados no cesto, as hélices e os báculos são delgados e estendem-se muito além das folhas do cálice. Os cachorros da cornija são, para este estado, decorados. Este primeiro estado é datado por comparação com a Maison Carrée de Nîmes, o templo romano de Château-Bas em Vernègues e outros edifícios de Narbonense, do último quartel do século I de nossa era. A maior parte do edifício foi reconstruída numa segunda fase com novos materiais (pedra de Seyssel e choin). Os capitéis se diferenciam notavelmente com acantos de formato mais natural, folhas lisas e nervuras marcadas com broca.
Este edifício exigiu, portanto, uma reconstrução parcial que não pôde ocorrer antes do reinado de Cláudio, onde localizamos os primeiros usos do choin em Vienne. Embora recentemente tenham sido observados alguns vestígios de incêndio nas capitais do primeiro estado, acredita-se que um acidente deste tipo não foi suficiente para desestabilizar o monumento e presume-se que um ligeiro terremoto causou o colapso da parte oriental do edifício, tendo a parte posterior resistido melhor devido à presença da cela e da parede poente.
Esta reconstrução ocorreu sem dúvida antes da deificação de Lívia em 42, porque a inscrição inicial foi recolocada no friso do novo frontão e depois acrescentada a de Lívia na arquitrave. Podemos pensar que se a reconstrução do templo tivesse ocorrido após a divinização de Lívia, uma inscrição incluindo toda a dedicatória teria adornado o friso, sem repercutir na arquitetura.

### Inscrições antigas

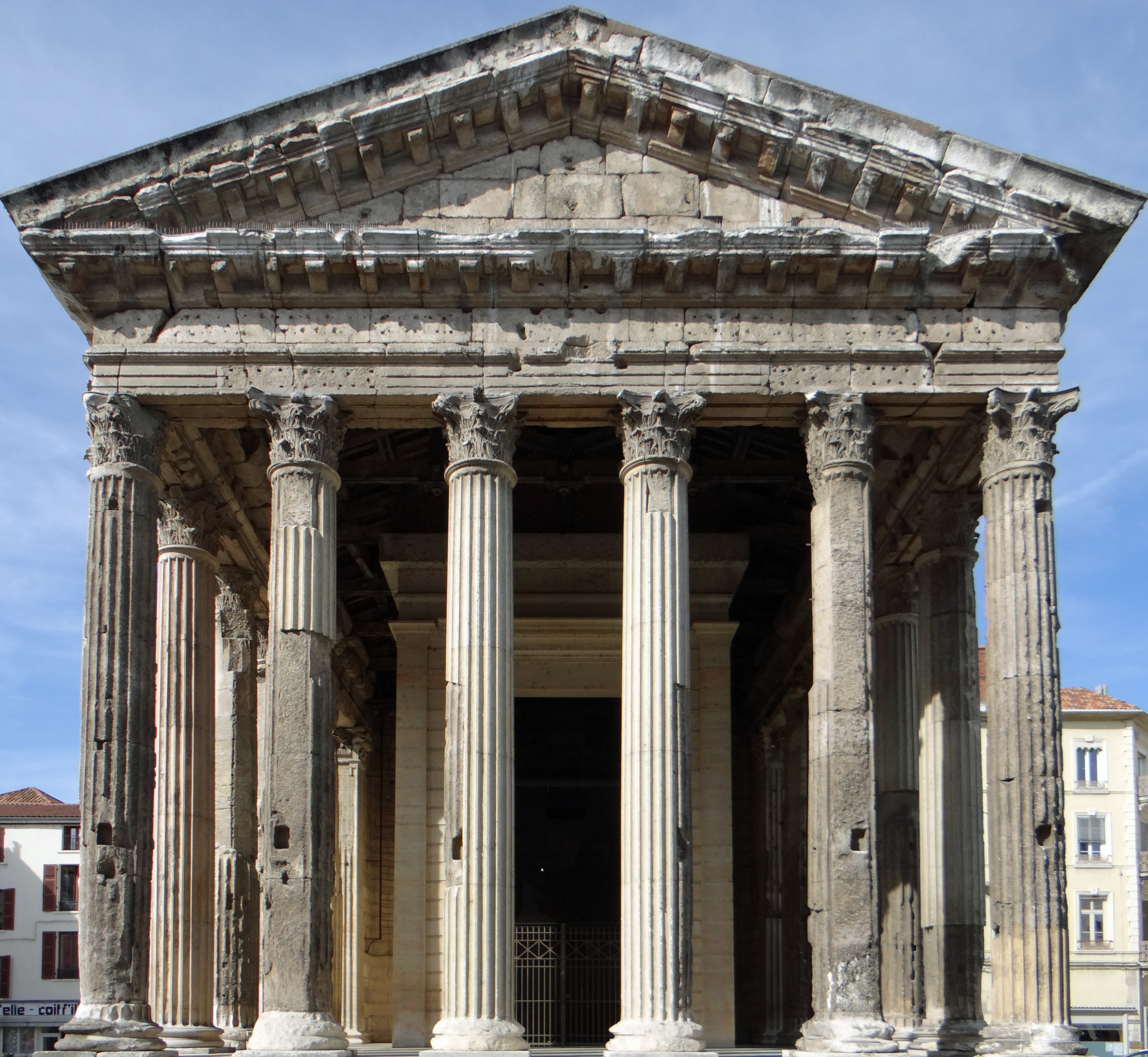
Nesta foto da fachada nascente do templo podemos ver as inscrições afixadas no friso e na arquitrave.

As inscrições que podem ser lidas no friso e na arquitrave estão colocadas na fachada oriental. À primeira vista, as inscrições parecem independentes das transformações arquitetônicas. Mesmo que a inscrição original tenha desaparecido, ela foi substituída na sua forma original após a reconstrução que ocorreu após o desabamento da parte frontal do edifício.

#### Dedicatórias
Do século XVIII até aos dias de hoje, a restituição da dedicatória continuou a excitar a sagacidade de epigrafistas e estudiosos. Daí sugestões de leitura múltiplas e muitas vezes divergentes (Schneyder, Delorme, Pelletier...). Na fachada permanecem os furos para fixação das letras em bronze das duas inscrições sucessivas, e ainda a impressão das letras da primeira, no friso. Mas estas restituições deixam certos orifícios de vedação sem utilização. Além disso, devemos acrescentar a possibilidade de furos destinados à fixação de um relevo em bronze (no frontão e no entablamento). A maior parte das restituições propostas desde Pierre Schneyder são resumidas por André Pelletier, que por sua vez oferece outras leituras para três dedicatórias sucessivas.
- A primeira inscrição, no friso, corresponde a uma dedicatória dos anos 25–15 a.C., porque colocado durante a vida de Augusto, que sabemos sempre exigiu que Roma lhe fosse associada:[A 2]

| Texto                                 | Tradução                                                |
| ------------------------------------- | ------------------------------------------------------- |
| ROMAE ET AUGUSTO CAESARI DIVI F[ILIO] | A Roma e a César Augusto, filho do divino (Júlio César) |
- Em seguida, é substituída por uma segunda inscrição que continua na arquitrave:[D 2]

| Texto                                                   | Tradução                                                            |
| ------------------------------------------------------- | ------------------------------------------------------------------- |
| [APOLLINI (?) SAN]CTO ET DIVO AUGUSTO ET DIVAE AUGUSTAE | (A Apolo?) venerável e ao divino Augusto e à divina Augusta (Lívia) |
- Foi após a divinização de Lívia, mulher de Augusto, em 42, que se acrescentou, desta vez na arquitrave, que, para a ocasião, foi necessário recortar uma nova inscrição por volta de meados do século I. Assim, se a reconstrução é certamente posterior à utilização do choin, não podemos excluir que tenha ocorrido mais tarde no próprio século II, onde ainda são prestadas homenagens a Augusto e Lívia.[B 2]

Em conclusão, o templo é dedicado ao culto imperial: com a dedicação a Roma e Augusto, depois numa segunda fase, uma nova dedicação associa o falecido imperador Augusto e um deus romano Apolo (?), ao qual se acrescenta o nome de Lívia.

#### Vedação de furos
Segundo a nota de Jules Formigé dirigida ao Secretário Permanente da Academia de Inscrições e Belas Letras, o arquiteto-chefe dos monumentos históricos examina os buracos de vedação das letras de bronze que desapareceram do templo de Augusto e Lívia, cita: 
Estes buracos, de vários formatos e tamanhos, aos quais se juntam restos, mutilações e manchas da pedra, produzem extrema confusão.
Tendo por sua vez tentado decifrar as inscrições afixadas no friso e na arquitrave da fachada do templo, observou três tipos de buracos no friso: 
Alguns são pequenos, de formas e inclinações variadas, parcialmente preenchidos com massa romana; os outros, visivelmente maiores e de formato regular, são todos visíveis; finalmente, na parte central do friso aparecem buracos muito grandes. Na arquitrave também existem furos, idênticos aos de tamanho médio do friso.
Dado que esta última série de furos apresentados por Jules Formigé “são o efeito de um acréscimo posterior, visto que estão colocados numa parte da arquitrave da qual foram cortadas duas tiras para o efeito”, conclui que o templo recebeu duas inscrições sucessivas como a Maison Carrée de Nîmes.

## De igreja a museu

### A transformação do templo em igreja
A possibilidade de conversão de um templo em igreja é afirmada por um cânone do Concílio de Epaone em 517, que situa a transformação do templo em igreja no início do século VI, da qual o monumento romano sofreu muito, desde o a cela foi removida e as intercolunas são preenchidas e muradas. Uma tradição relatada no século XVIII por Claude Charvet atribui ao Arcebispo Burchard, no século XI, a conversão em igreja "de um antigo Templo, outros dizem o antigo Pretório onde os romanos administravam a Justiça" para Rodolfo III, último dos reis da Borgonha. A primeira menção à igreja é na verdade um ato do século XI. Mas é sem dúvida mais uma restauração: uma transformação tão tardia não teria permitido a preservação do templo em toda a sua elevação. A lei do século XI nomeia a paróquia:
| Texto                             | Tradução                            |
| --------------------------------- | ----------------------------------- |
| SANCTAE MARIAE QUAE VOCATUR VETUS | Sainte-Marie que é chamada de velha |
Este nome pode recordar o caráter antigo do edifício ou distinguir o monumento de Notre-Dame-d'outre-Gère. A escavação deste local em 1991-1992 permitiu datar a sua construção do século VI: a transformação do templo em igreja seria portanto muito precoce.
No século XII, uma bula do Papa Alexandre III confirmou a posse de Notre-Dame-de-la-Vieille na abadia feminina de Saint-André-le-Haut. No século 13, a igreja foi nomeada em francês antigo:
| Texto                    | Tradução                       |
| ------------------------ | ------------------------------ |
| MIDON SAINTI MARI LA VES | Madame Sainte-Marie-la-Vieille |
Notre-Dame-de-La-Vieille se transforma em Notre-Dame-de-la-Vie. O Arcebispo Jean de Bernin restaurou a igreja no século XIII. Nesta nova restauração, o arcebispo vienense mandou construir uma torre sineira perto da Porte du Midi. Outra restauração ocorreu no século XVI, sob o comando do Arcebispo Pierre Palmier.

### Transformações arquitetônicas medievais e modernas
Para a fachada sul do edifício, diversas fotografias tiradas entre 1852 e 1870, durante as obras de restauro, permitem identificar vários períodos de transformação do edifício. Construída no século XII, uma primeira porta (à direita da fachada sul), estreita e bastante baixa, situa-se entre duas colunas e a sua soleira corta o assento superior da plataforma do templo. Uma segunda porta, mais alta (à esquerda da fachada sul), esta construída no século XIII, corta a plataforma bem mais abaixo: o arco de enquadramento do seu maciço lintel foi cortado a meio das colunas sobre as quais assenta. Acima, conservam-se à esquerda da fachada sul os vestígios de três janelas do século XII, uma janela superior de arco ogival conserva o seu rendilhado gótico, datado do século XVI. Todas estas aberturas foram muradas e substituídas no início do século XIX por duas janelas retangulares.
Para a fachada norte, infelizmente, existem poucas fontes que nos permitem reconstruir os elementos desta fachada norte. Segundo a obra de Bernard de Montfaucon em que existe uma pequena vinheta no canto da representação da Maison Carrée em Nîmes: vemos uma janela alta na extrema esquerda e uma porta na extrema direita. No entanto, esta visão da fachada norte da antiga igreja não parece ser confirmada pelo que resta do desenho de Pierre Schneyder, queimado no século XIX: a janela, deslocada para poente, é, segundo Pierre Schneyder, do período gótico.
Ainda segundo Pierre Schneyder, as janelas medievais da face leste são diferenciadas. A janela central parece ser da época gótica e apresenta arco pontiagudo. A porta de entrada principal da antiga igreja situa-se, portanto, na fachada nascente, ao contrário da orientação das igrejas clássicas, onde o portal central se situa a poente, o coro e o altar, por sua vez, se situam a nascente. No século XVIII, Claude Charvet escreveu:
A face principal deste belo edifício estava voltada para o pôr do sol: atualmente está escondida por uma casa particular.
Segundo seu ponto de vista, o templo, assim como as igrejas, abria-se para oeste. No entanto, o templo abria-se bem para leste: esta permanência é um argumento a favor da antiguidade da transformação, mas nenhum dos historiadores de Vienne notou esta anomalia de orientação. Uma gravura do século XVIII retrata a Place Notre-Dame-de-la-Vie (atual Praça Charles de Gaulle), orientada de forma que apenas se veja a fachada leste do templo, mostra os vestígios de cinco janelas românicas entre as colunas; três estão murados, dois permanecem abertos. A janela central é bloqueada pela porta e pelo nicho com uma estátua da Virgem, criada no século XVII. O terreno da praça fica ao nível da base do templo: alguns degraus levam à porta.
Na fachada poente, ainda hoje encontramos linhas de furos de vigas, correspondentes aos pisos das casas contíguas ao templo, antes da sua extinção em meados do século XIX. Quanto ao interior do templo quando era igreja, não há descrição, nomeadamente do local onde se situava o altar.

### O templo durante a revolução

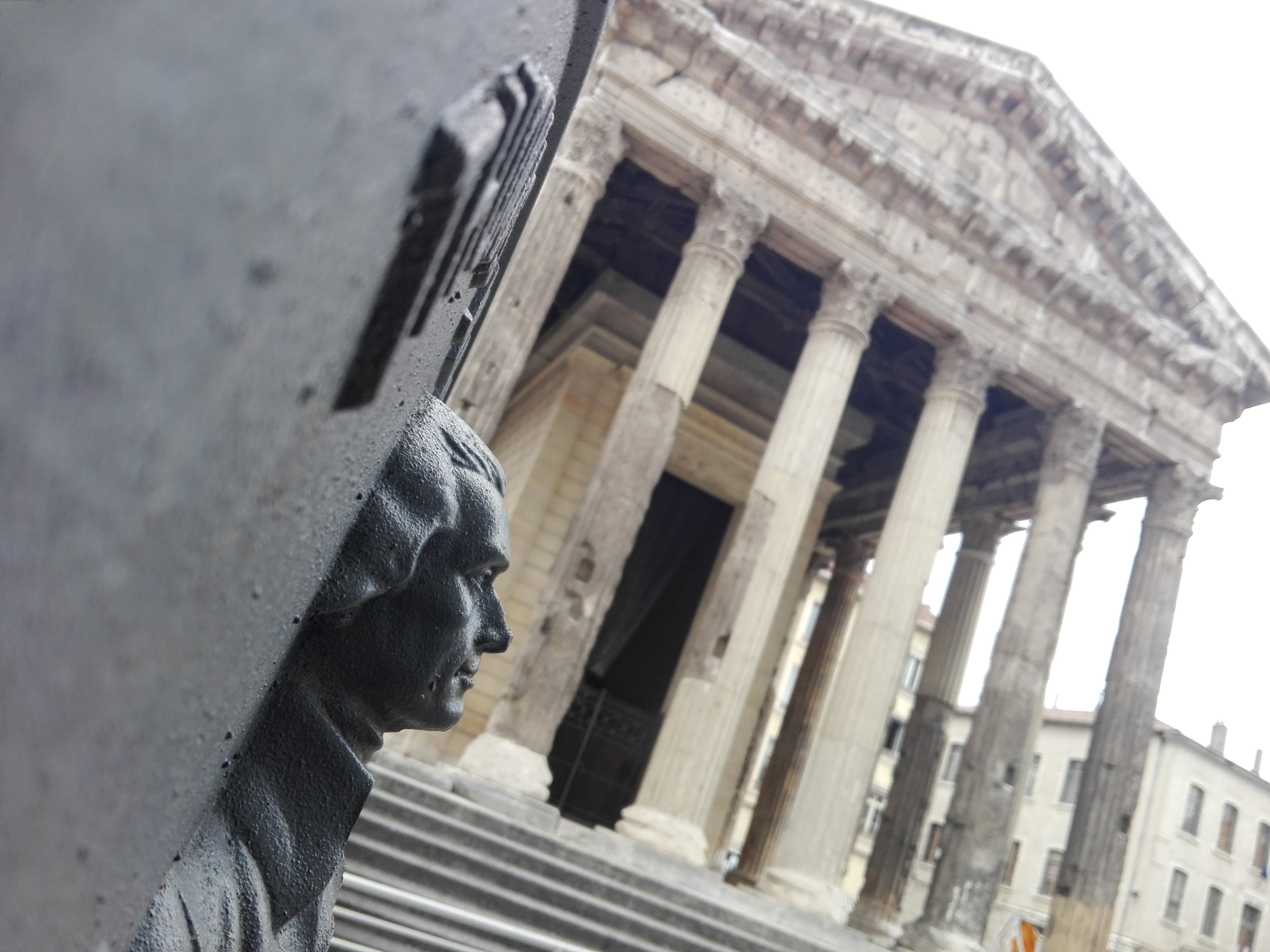
Busto de Thomas Jefferson que veio visitar o templo em 1787.

Em 13 de novembro de 1792, o município de Vienne emitiu uma ordem de fechamento das igrejas: era o fim do culto católico em Notre-Dame-de-la-Vie. A estátua da Virgem que encimava a porta oriental foi removida. Pouco depois, o clube revolucionário vienense (que era um Clube Jacobino), um dos mais moderados de França, aproveitou a oportunidade para transformar o edifício no Templo da Razão. No frontão está colocada a inscrição Sociedade Popular. Ali é erguido um altar à Pátria, ali está exposta a Declaração dos Direitos do Homem e do Cidadão. O templo ressoa com hinos patrióticos e vê as doutrinas do Evangelho serem substituídas pelas dos teofilantropos. Além dos festivais de dez dias, ali são celebrados casamentos; no entanto, para alguns vienenses, o templo não tem boa reputação e é apelidado de Corte do Rei Pétaud ou mesmo pétaudière. Os estandes são mencionados neste momento. Três consoles colocados contra a parede ocidental sustentam os bustos de revolucionários famosos: Jean-Paul Marat, Marie Joseph Chalier e Louis-Michel Lepeletier de Saint-Fargeau. As decorações estão pintadas nas paredes: ao norte, Liberdade segurando uma lança, encimada por um barrete frígio, e apoiada em fasces de lictor; ao sul, Justiça mantendo um nível. Acima da porta de entrada, um falso mármore sustenta a bandeira tricolor rodeada por feixes de armas e um caduceu e exibe: união, força, justiça.
A partir de 1795, ali foram estabelecidos o tribunal comercial de Vienne e os juízes de paz dos dois cantões de Vienne, coabitando com os festivais decenais até 1799. A partir desta data, o edifício manteve apenas a sua função de palácio de justiça e oficiais de justiça regularmente mencionam em seus atos:

para aparecerem no antigo pretório romano.
O desconforto do edifício levou a cidade a instalar ali uma chaminé, que cortou parte da cornija exterior, para desespero de Étienne Rey, curador do museu.

### O templo convertido em Museu e Biblioteca
Como escreveu o conservador Thomas-Claude Delorme em 1841:

Finalmente, o ano de 1822 viu, para satisfação geral, este mesmo monumento receber, com um novo destino, um nome caro a todos os amigos das artes: o de Museu.
A transferência do tribunal permite albergar no antigo templo o museu municipal, anteriormente instalado na antiga Igreja de Saint-Pierre, mas também a biblioteca, até então integrada na Câmara Municipal. A primeira vista interior do monumento é uma gravura que apresenta este estado: as colecções arqueológicas são apresentadas no chão, enquanto as arquibancadas contêm as estantes da biblioteca. O pátio situado a poente do edifício alberga as colecções de gesso. Uma descrição do local publicada pelo curador em 1841 abrange tanto o próprio monumento como as coleções ali apresentadas. É neste estado que Prosper Mérimée, inspetor de monumentos históricos, o descreveu em 1835: 
Minha primeira visita foi ao museu, agora instalado em um pequeno templo antigo, anteriormente convertido em igreja e horrivelmente desfigurado. As colunas que rodeavam a cela estavam inseridas na ignóbil alvenaria deste muro de recinto. Neste museu estão reunidos um grande número de fragmentos antigos, entre os quais notamos alguns troços de colunas de enorme diâmetro que supõem monumentos de proporções gigantescas.

## Renascimento do templo romano

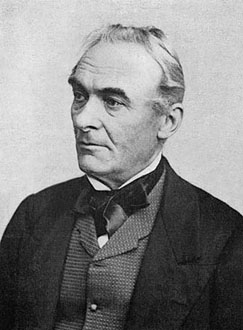
Prosper Mérimée, sob cuja liderança foi decidida a restauração do templo, a partir de 1852.

### Restauração do templo no século XIX
Apenas em 1839, por instigação de autoridades superiores, ocorreu uma verdadeira reflexão sobre a desocupação do antigo edifício. Nesse ano, um projecto de reconstrução do alojamento destinado à portaria do museu não pôde ser realizado por falta de aprovação da autoridade central a conselho da Commission des Monuments Historiques, que previu, portanto, o isolamento do monumento. A visita do Inspetor Geral dos Monumentos Históricos, Prosper Mérimée, em julho de 1839, e a sua desaprovação da decisão da Câmara Municipal de Vienne estão na origem desta oposição. Este edifício moderno tem, segundo ele, a desvantagem de esconder parte do templo. No relatório apresentado à Comissão, sublinha que em vez de isolá-la, a cidade prepara-se para começar: 
erguer uma loja grande e solidamente construída que quase toque a parede do templo
A decisão municipal também diz respeito à construção: 
uma loja para acomodar o concierge do museu. Isto mascararia a parte mais antiga e mais bem preservada do Templo de Augusto.
Seguindo as observações do Inspetor, o Barão Pellenc, prefeito de Isère de 1832 a 1847, tomou a decisão de invalidar a deliberação municipal. No ano seguinte, o incêndio na casa Blache fez com que as autoridades locais compreendessem os perigos representados pelas construções modernas com arquitetura antiga. A esta consciência soma-se uma petição que apela ao isolamento do templo, a fim de restaurá-lo ao seu estado original. Em 1841, a Câmara Municipal votou a favor desta primeira aquisição com vista à sua autorização. Trata-se da compra do terreno ocupado, antes do incêndio, pela casa Blache. O Conselho Geral de Isère também trouxe a conservação do Templo de Augusto e Lívia para a agenda da sessão de 1841, reconhecendo a urgência e a obrigação de realizar a organização.
Entretanto, em 1840, o edifício figurava “na lista dos monumentos para os quais foi solicitada assistência” ao Estado, novamente através da Commission des Monuments historiques. Em 1844, Charles-Auguste Guestel propôs à comissão uma tentativa de embutir fragmentos faltantes em duas colunas e substituir uma baía de entablamento. Em 1845, o teste foi realizado. O projeto também visa desocupar o entorno do templo, com sete casas a serem demolidas e outras quatro parcialmente destruídas.
Em 1852, Constant-Dufreux, retomando os projetos de Questel, apresentou à comissão três opções: consolidar os elementos de todas as épocas, privilegiar as partes antigas restaurando as colunas e a parte posterior, preservar os vestígios antigos e reconstruir a cella. Esta última hipótese é mantida para contribuir para a estabilidade do edifício, aliviando as colunas de parte do peso do sótão, e para concentrar, face ao aumento dos edifícios classificados e à insuficiência dos meios de acção, na os monumentos oferecem os modelos mais completos de “Arte”, por outro lado este projeto corresponde bem aos planos de Prosper Mérimée, então inspetor geral de Monumentos Históricos. As experiências realizadas na Roma napoleônica inspiraram Constant-Dufreux, que permaneceu em Vienne de 1830 a 1835: nesta linhagem estão associados o desenvolvimento do entorno e a restauração do monumento.
A obra ocorreu de 1852 a 1880. A parede posterior foi feita de pedra de Villeneuve-lès-Avignon, e de Velleron (calcário macio) e as paredes da cela foram feitas de pedra de Cruas (calcário branco compacto tingido de ocre). Em 1857, a parede estilóbata foi limpa. Atrás das colunas havia grandes portas de madeira que escondiam a cella onde se localizava a estátua do deus (atualmente uma porta de metal fecha a cella). Somente os padres acessavam o pódio e podiam entrar na cella. A população permaneceu abaixo do pódio. O altar de pedra reconstruído na anca é uma restauração para a qual ainda não existem evidências arqueológicas, mas mesmo assim possível. Este altar era usado para adorar e sacrificar animais aos deuses. É também uma reconstrução moderna baseada nas escavações de Étienne Rey em 1821. Em 1858, a Place Notre-Dame-de-la-Vie foi nivelada. A estrutura e as paredes expostas da cella datam daquele período.

### Últimas restaurações
Em 1974, um relatório sobre o monumento foi elaborado por Jean-Louis Taupin, arquiteto-chefe de monumentos históricos. Em particular, identifica todos os elementos antigos e restaurações anteriores. Os trabalhos que se seguiram prolongaram-se até 1977 e consistiram na limpeza de todo o edifício, algumas consolidações e reparação de caixilhos e coberturas.
As últimas intervenções acabam de ser concluídas no âmbito do Plano do Patrimônio, financiado pelo Estado, pela Região Ródano-Alpes, pelo Departamento de Isère e pela Cidade de Vienne. O objetivo desta obra é abrir novamente ao público o interior do monumento, verificando o estado dos restauros anteriores e retomando parte da cobertura. Além disso, os topos dos capitéis eram cobertos com uma folha de chumbo para protegê-los das intempéries. Uma rede de proteção para pássaros também foi colocada sob a estrutura exposta.

## Galeria

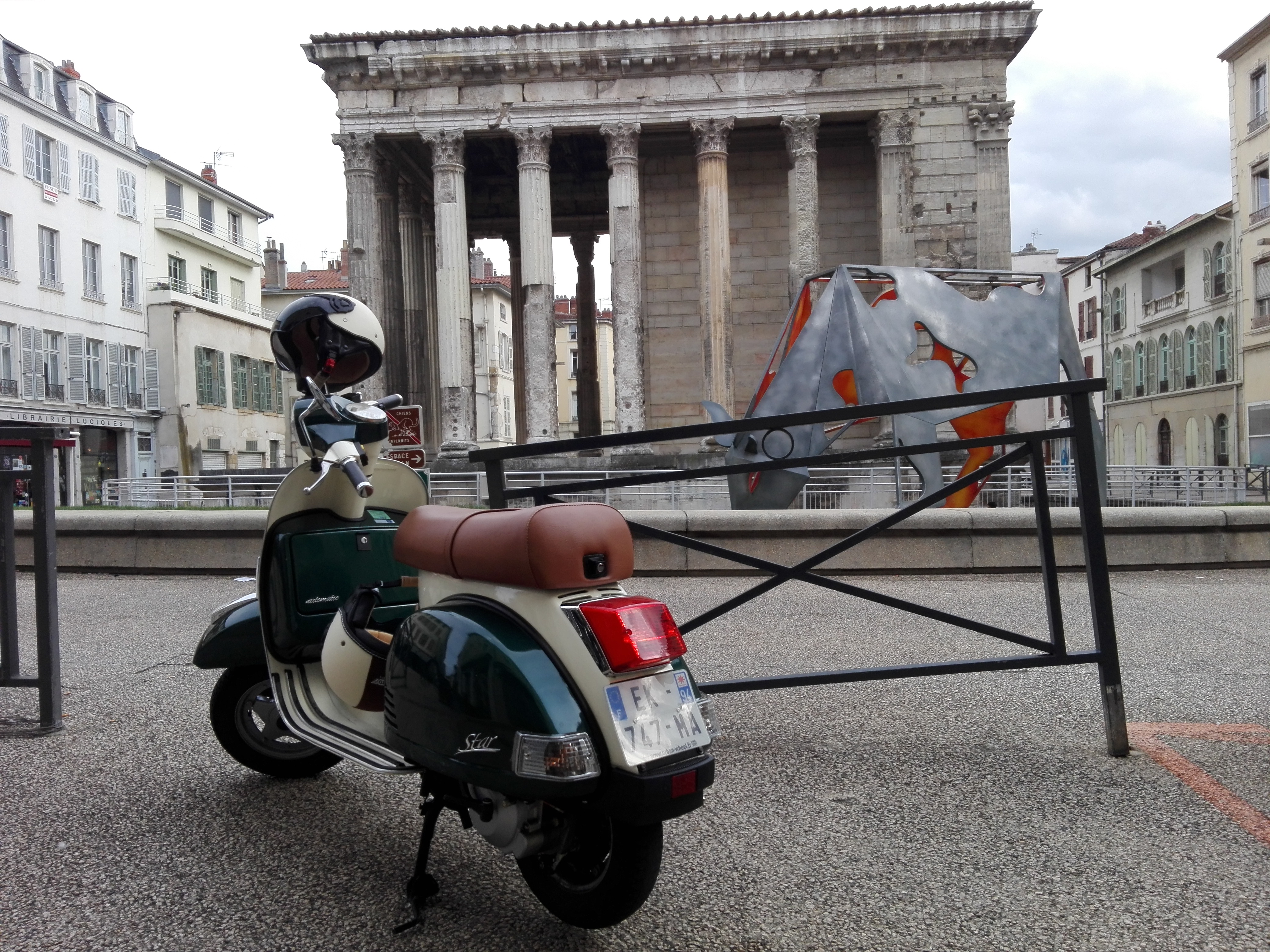
uma cena no centro da cidade
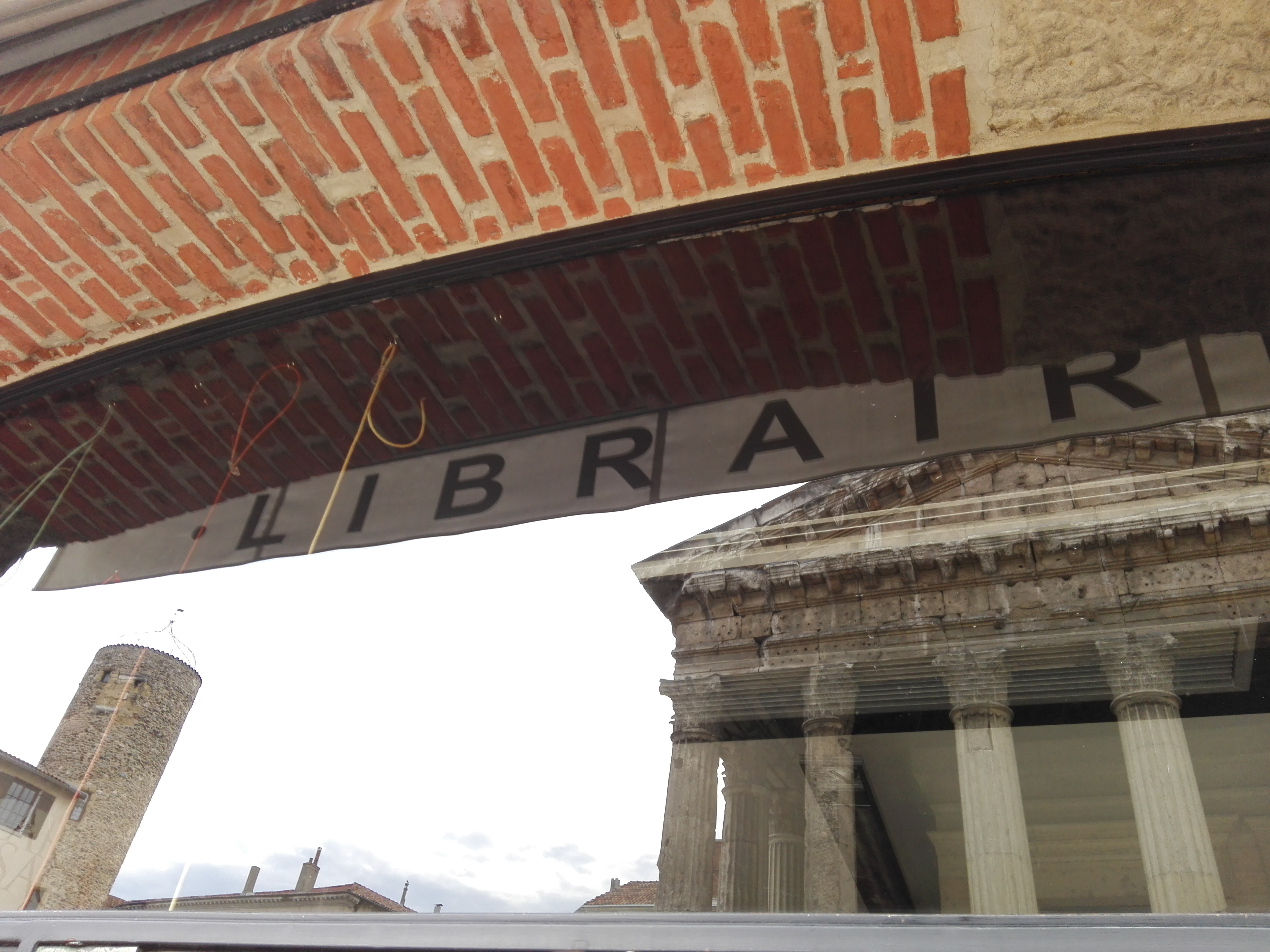
uma vista do templo com a torre da prisão
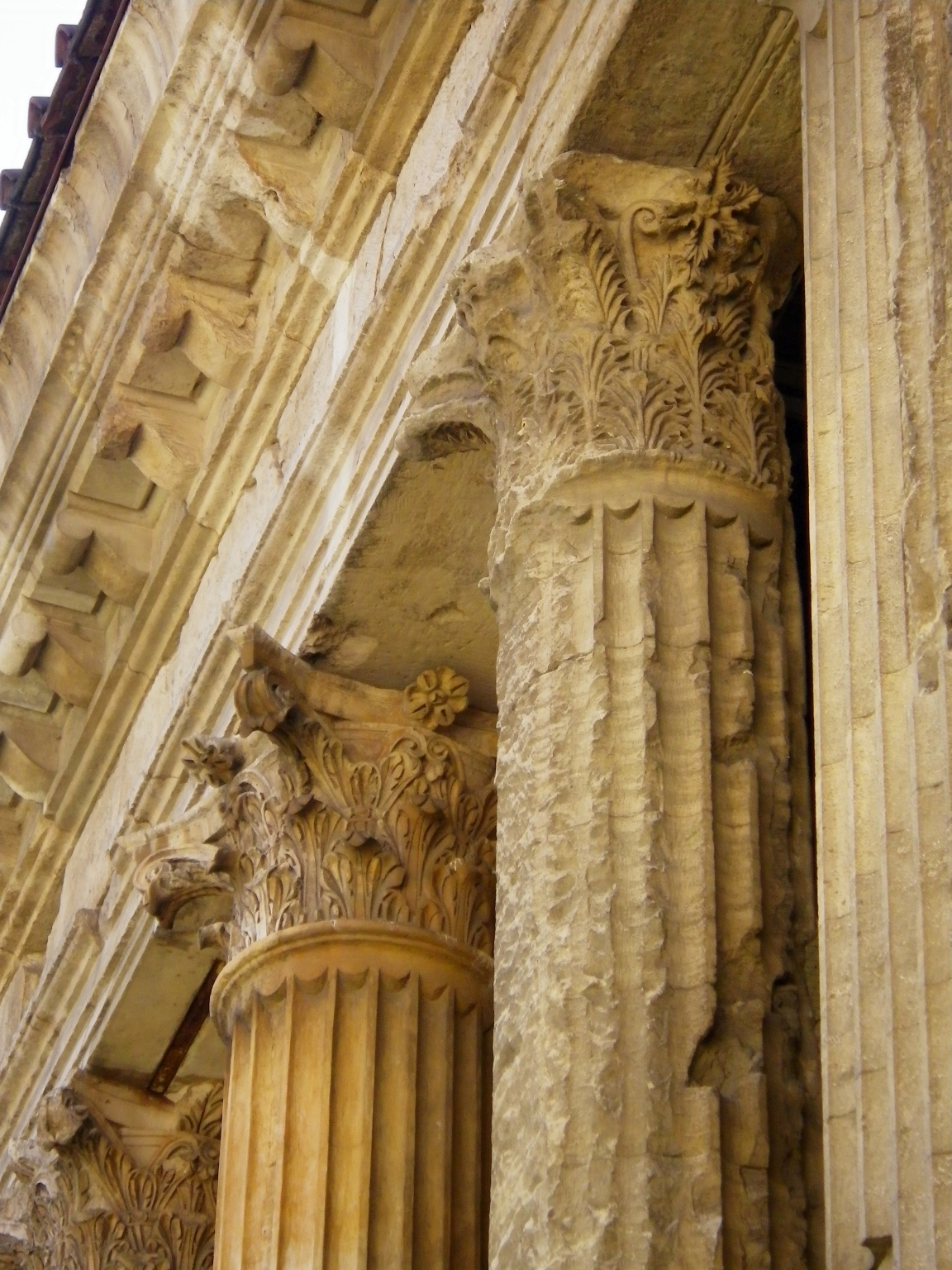
Ampliação do ornamento das colunas do templo.
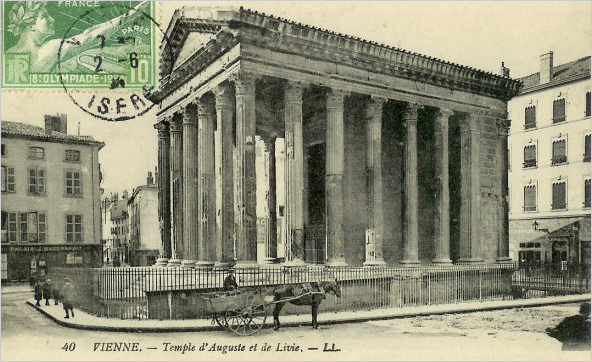
Cartão postal do templo, tirado algum tempo depois das restaurações concluídas em 1880.

### 
1. 1 2 3 4  p. 77.
2. 1 2  p. 78.

- Jacques, Martin; Gilbert, Bouchard; Benoît, Helly (2011). Les voyages d'Alix. Vienna (em francês). Bruxelles/Paris: Casterman. p. 1-9. 48 páginas. ISBN 978-2-203-01592-0. Vienna2011.

1. 1 2 3  p. 14.
2. 1 2 3 4  p. 15.

- Ville de Vienne (2010). 16 colonnes à l'une. Le temple, et après ?. [S.l.]: Ville de Vienne

1. ↑  p. 3.
2. ↑  p. 5.
3. 1 2  p. 6.
4. 1 2 3 4  p. 7.
5. 1 2  p. 8.
6. 1 2  p. 9.
7. 1 2 3  p. 10.
8. 1 2  p. 11.

- Fanny, Adjadj; Roger, Lauxerois; Benoît, Helly (2014). Vienne 38/3. Carte archéologique de la Gaule (em francês). Paris: Éditions de la Maison des sciences de l'homme. p. 265-271. 556 páginas. ISBN 978-2-87754-316-3.

1. ↑  p. 267.
2. 1 2 3  p. 268.